# Volcán Ollagüe
El volcán Ollagüe es un estratovolcán activo situado en la frontera de Bolivia y Chile, en la Región de Antofagasta en Chile y el Departamento de Potosí en Bolivia, en la cordillera de los Andes con una altura de 5868 m s. n. m..

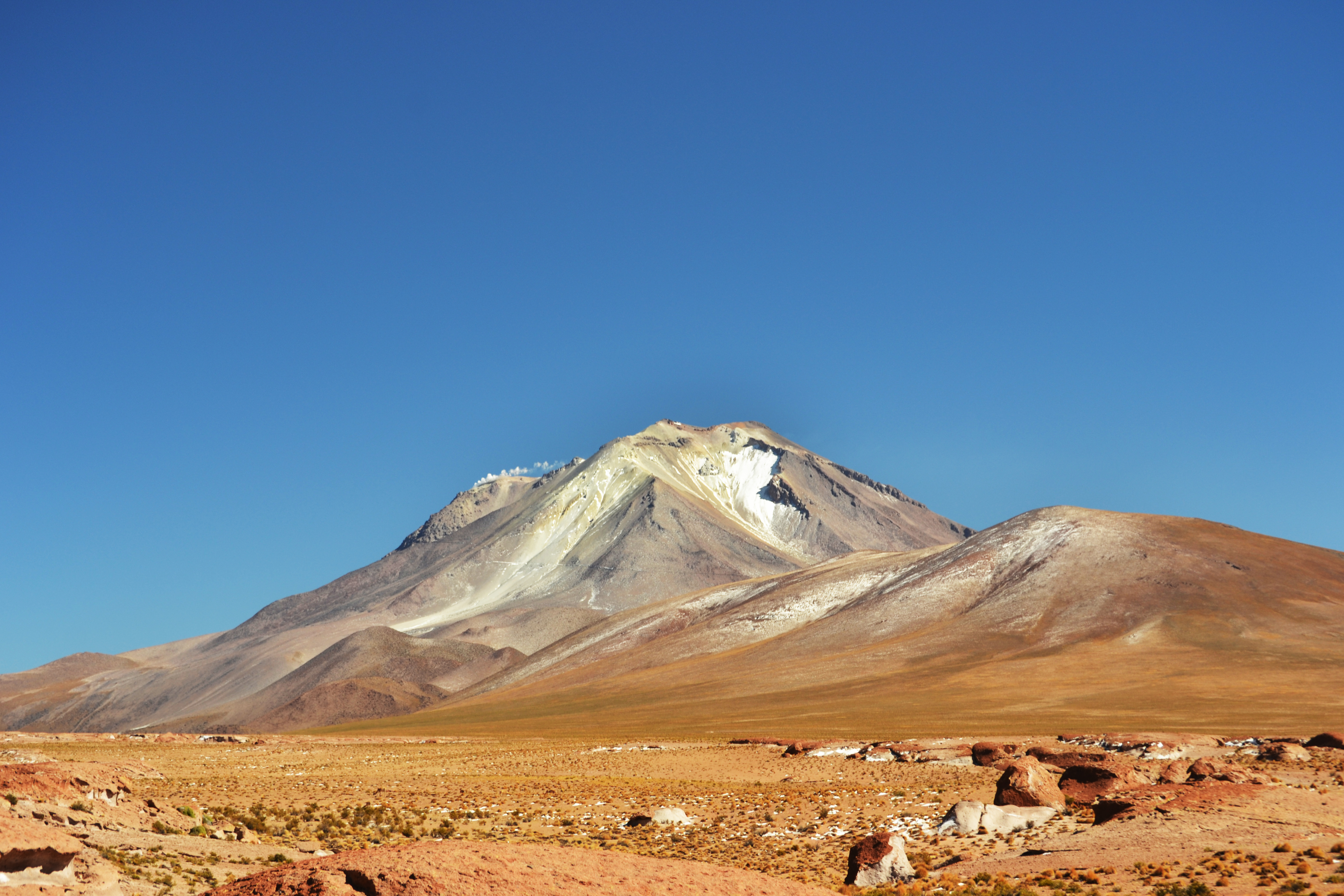
Uyuni, Bolivia

Posee un cráter de 1250 metros de diámetro, el cual ha sido erosionado en la parte sur, lo que deja al descubierto rastros de lavas. Asimismo, desde el aíre, se reconocen dos fumarolas: la principal, que mide 100 metros, está ubicada a 700 metros al oeste del cráter, donde se puede observar el escape de gases de color amarillo (azufre) y blanco (vapor de agua). La otra fumarola se encuentra en la cima del volcán. 
Se sube por el lado chileno, ascendiendo unos 5500 metros de altura sobre el nivel del mar, comienzan a vislumbrarse ruinas de ex campamentos azufreros denominados Santa Cecilia y Santa Rosa, los cuales pueden ser visitados a pie desde la base del volcán. Su ascenso requiere de una buena condición física. Se recomienda tener cuidado con los campos minados pobremente identificados, que existen en las rutas de aproximación al suroeste del volcán. Es preferible utilizar la ruta desde el noroeste o consultar a carabineros del pueblo de Ollagüe sobre las zonas peligrosas.

## Nombre

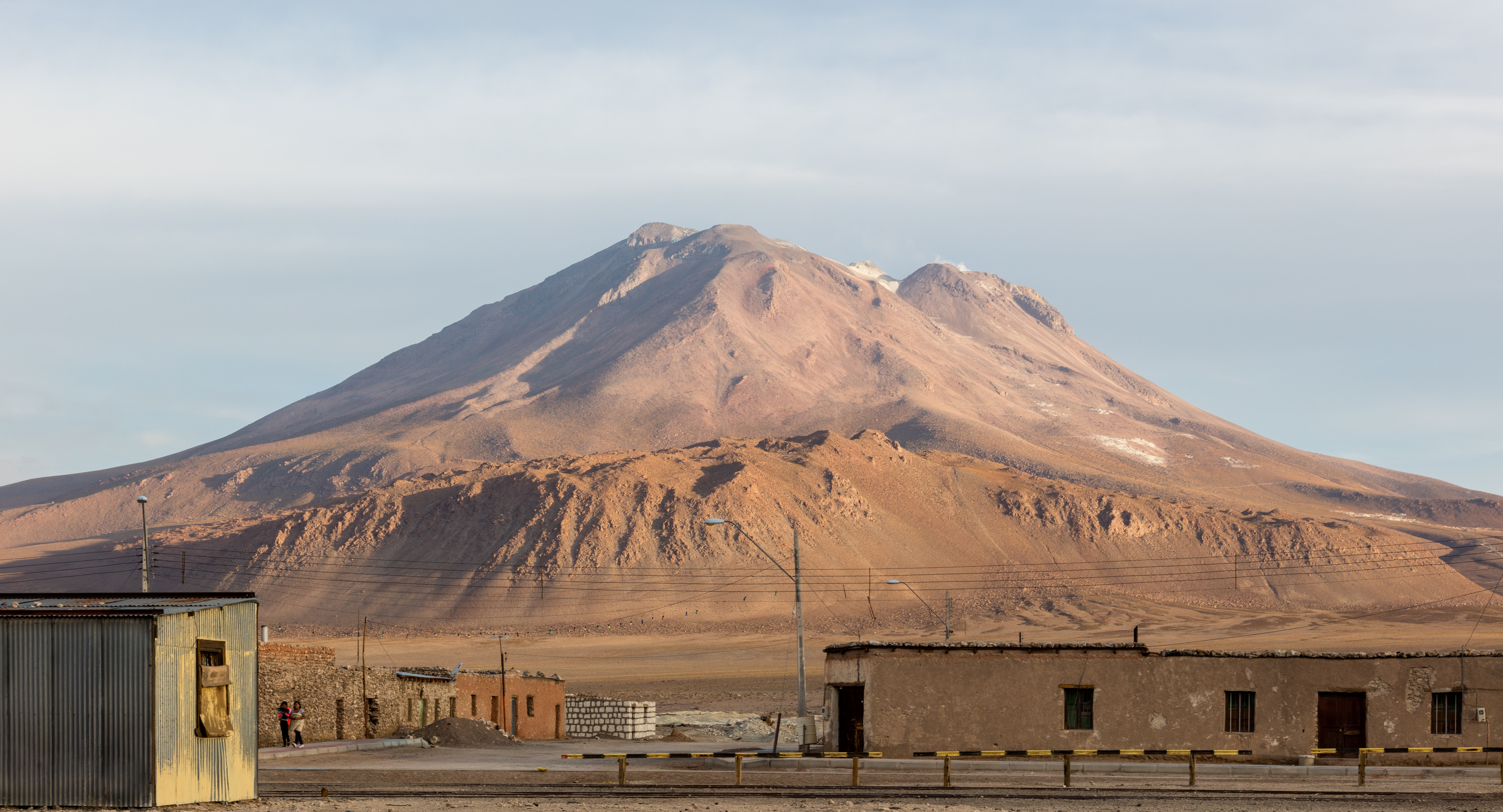
Vista del volcán Ollagüe desde el pueblo del mismo nombre.

El nombre del volcán Ollagüe proviene del aimara ulla-wi, que significa 'lugar desde donde se mira' o 'mirador'.